# Кенет Скот
Кенет Алън Скот (на английски: Kenneth Alan Scott) е британски войник, сержант. Участва в мисия за свръзка между Британската армия и НОВА в България по време на Втората световна война.

## Биография
Кенет Скот е роден на 1 март 1920 г. във Форест Хил, Лондон, а живее в графство Кент, Великобритания. Баща му е на инженер в хартиена компания. Завършва Dulwich College. Става доброволец резервист, а след избухването на войната през 1939 г. е на активна служба в Британската армия, първоначално като пехотинец, по-късно като свързочник.
През 1944 г. по собствено желание постъпва в Управлението за специални операции УСО. Обучаван е като радист на задгранична мисия. През април 1944 г. е спуснат с парашут в окупирана Югославия. Включен е като радист в мисията „Claridges“ на командира майор Франк Томпсън.
През май 1944 г. мисията е включена в състава на щаба на Втора софийска народоосвободителна бригада и осъществява връзката между Главния щаб на НОВА и британската Балканска секция на Управлението за специални операции в Кайро. Получава сведения за структурата и състава на НОВА и ОФ. Въоръжава няколко български партизански подразделения.
Участва в боен поход на Втора софийска народоосвободителна бригада от Югозападна към Северозападна България. На 23 май 1944 г. бригадата води битка с българска армейска част и жандармерия при село Батулия. Сержант Кенет Скот е ранен в ръката и заловен.
Предложено му е да работи с радиостанцията си в полза на нацисткото разузнаване. При първата радиоемисия успява да подаде радиосигнал в УСО за проверка на сигурността и проваля нацисткия план. Без присъда попада в български затвор. Освободен е на 9 септември 1944 г. Награден е с медал от крал Джордж VI.
След войната става инженер по вентилация. Започва работа като чертожник и се издига до директор продажби. Жени се за Соня Таунзент. Имат две дъщери. След пенсионирането си живеят в Шотландия. 
През 2000 г. посещава България и лобното място на майор Франк Томпсън при село Литаково (2000), среща се с оцелели партизани от Втора софийска народоосвободителна бригада.